# Gelsted
Gelsted – miasto w Danii, w regionie Zelandia, w gminie Middelfart.